# Кшень
Кшень — река в России, протекающая по территории Курской, Липецкой и Орловской областей. Правый приток Быстрой Сосны, бассейн реки Дон. В верховье реки на берегах выходы меловой системы и песчаные слои олигоцена. На реке стоит посёлок Кшенский.
Исток на Среднерусской возвышенности, в Тимском районе Курской области. Устье к юго-востоку от города Ливны (Ливенский район Орловской области).
В реке водятся голавли, караси, окуни, плотва, раки, щуки.

## Притоки
Впадают реки (км от устья)
- 13 км: река без названия, у с. Никольское (л)
- 27 км: ручьи руч. Баранчик (л)
- 37 км: река Ольшанка (л)
- 67 км: река Кобылка (л)
- 71 км: ручьи Расховец (руч. Маслев) (л)
- 83 км: река Грайворонка (приток Кшени) (п)
- 91 км: река Грязная (п)
- 103 км: река Крестище (п)
- 107 км: река Переволочная (л)

## Водный режим
Питание в основном снеговое с малой долей родникового и дождевого питания. Половодье в марте-апреле, с окончания весеннего половодья и до начала нового весеннего подъема уровень и расход воды постепенно падают. Замерзает в ноябре, ледостав держится около 140 дней. Вскрывается в марте — апреле. Скорость течения ~0,56 м/с.

## Использование
Река не судоходна. Используется для водопоя сельскохозяйственных животных, а также их выпаса на пологом берегу реки. В первой половине 1960-х годов на реке, в районе села Ломигоры, была построена гидроэлектростанция, однако так и не была введена в эксплуатацию.